# Dinilawiïta
La dinilawiïta és un mineral de la classe dels òxids.

## Característiques
La dinilawiïta és un òxid de fórmula química [Pb₄OAl(OH)₆]₂(S₂O₃)₂·(S₂O₃)(H₂O)₅. Va ser aprovada com a espècie vàlida per l'Associació Mineralògica Internacional en el mes d’octubre de l'any 2023, i va ser publicada a la revista internacional The Canadian Journal of Mineralogy and Petrology per Anthony R. Kampf et al. en el mes de desembre de 2024 amb el títol «New Minerals from the Redmond Mine, North Carolina, USA: VIII. Dinilawiite, a Thiosulfate Mineral with an Open Framework Structure». Cristal·litza en el sistema monoclínic.
Les mostres que van servir per a determinar l'espècie, el que es coneix com a material tipus, es troben conservades a les col·leccions mineralògiques del Museu d'Història Natural del Comtat de Los Angeles, a Los Angeles (Califòrnia) amb els números de catàleg: 76289, 76290, 76291 i 76292.

## Formació i jaciments
Va ser descoberta a la mina Redmond, una prospecció de plom situada al nord de l'extrem sud del llac Waterville, al comtat de Haywood (Carolina del Nord, Estats Units). Aquest indret és l'únic a tot el planeta on ha estat descrita aquesta espècie mineral.